# Anne-Caroline Graffe
Anne-Caroline Graffe (Papeete, 12 de fevereiro de 1986) é uma taekwondista francesa.
Anne-Caroline Graffe competiu nos Jogos Olímpicos de 2012, nos quais conquistou a medalha de prata.